# 多姆良灣

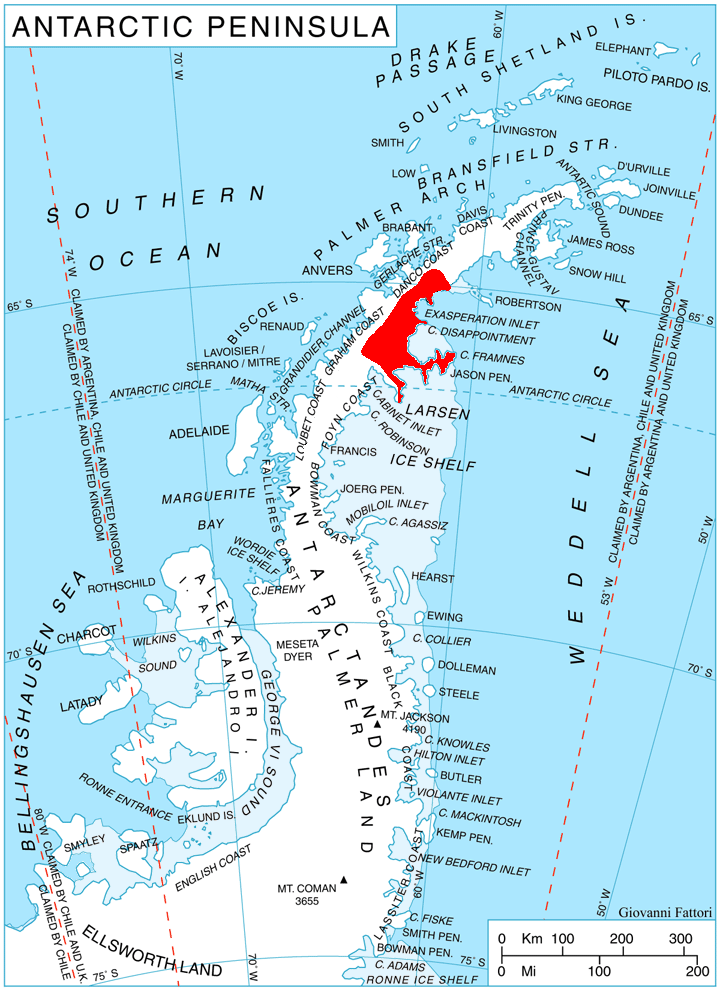

多姆良灣是南極洲的海灣，位於葛拉漢地，寬4.75公里，處於拉多韋內角以南和卡利納角以北，該海灣以保加利亞南部鄉鎮命名。

## 外部連結
- Domlyan Bay.（页面存档备份，存于） SCAR Composite Antarctic Gazetteer.

65°27′10″S 62°09′00″W / 65.45278°S 62.15000°W